# Мань-Каръя
Мань-Каръя (устар. Мань-Кар-Я) — река в России, протекает по Берёзовскому району Ханты-Мансийского АО. Устье реки находится в 5 км по правому берегу реки Каръя. Длина реки составляет 13 км.
Система водного объекта: Каръя → Хура → Висим → Северная Сосьва → Обь → Карское море.

## Данные водного реестра
По данным государственного водного реестра России относится к Нижнеобскому бассейновому округу, водохозяйственный участок реки — Северная Сосьва, речной подбассейн реки — Северная Сосьва. Речной бассейн реки — (Нижняя) Обь от впадения Иртыша.
Код объекта в государственном водном реестре — 15020200112115300024857.